# Tasiocera (Dasymolophilus) ursina
Tasiocera (Dasymolophilus) ursina is een tweevleugelige uit de familie steltmuggen (Limoniidae). De soort komt voor in het Nearctisch gebied.